# Radu Drăgușin
Radu Matei Drăgușin (Bucarest, 3 febbraio 2002) è un calciatore rumeno, difensore del Tottenham e della nazionale rumena.
Nel suo palmarès figurano una Coppa Italia ed una Supercoppa italiana, vinte nel periodo di militanza alla Juventus. A livello individuale, invece, nel 2023 è stato nominato miglior calciatore rumeno.

## Caratteristiche
È un difensore centrale forte fisicamente e bravo in marcatura; abile nel colpo di testa, sa rendersi pericoloso sui calci piazzati.

## Carriera

### Club

#### Gli inizi, Juventus
Nato a Bucarest, muove i primi passi nel mondo del calcio nello Sportul Studențesc e nel Regal Sport București.
Attira ben presto le attenzioni della Juventus che nel 2018 lo acquista per 260.000 euro. Inizialmente aggregato alla formazione Under-17, nel 2020 viene aggregato all'Under-23 con cui debutta il 25 gennaio in occasione dell'incontro di Serie C perso 3-2 contro la Pro Patria.
L'8 novembre 2020 riceve la prima convocazione in prima squadra contro la Lazio, rimanendo però in panchina per tutta la durata dell'incontro. Il 2 dicembre seguente fa il suo esordio giocando gli ultimi minuti dell'incontro della fase a gironi di Champions League vinto 3-0 contro la Dinamo Kiev. Pochi giorni più tardi, il 13 dicembre debutta anche in Serie A, rilevando Matthijs de Ligt nei minuti di recupero dell'incontro vinto 3-1 contro il Genoa. Il 9 aprile 2021 rinnova il suo contratto con il club bianconero fino al 30 giugno 2025.

#### In prestito tra Sampdoria e Salernitana
Durante l'ultimo giorno di mercato 2021, per permettergli di fare esperienza in serie A, viene ufficializzato dalla Juventus il suo passaggio in prestito secco gratuito annuale alla Sampdoria. L'esordio con i blucerchiati avviene il 22 ottobre successivo, subentrando a Valerio Verre nella gara contro lo Spezia, vinta per 2-1.
il 31 gennaio 2022, dopo aver risolto il prestito con la Sampdoria, viene ufficializzato il suo passaggio sempre in prestito alla Salernitana.
Fa il suo esordio con i campani il 7 febbraio 2022, nel pareggio 2-2 con lo Spezia.

#### Genoa
Il 13 luglio si trasferisce in prestito con obbligo di riscatto al Genoa, appena retrocesso in Serie B, firmando un contratto fino al 2027. Il 25 gennaio diviene ufficialmente un giocatore del Genoa, poiché è scattata la clausola del riscatto automatico: avendo il giocatore già raggiunto con il Genoa 36 punti e il numero minimo di presenze predeterminate nel corso della stagione, interviene l'obbligo di acquisto per una cifra intorno ai 5,5 milioni di euro, più circa 1,8 milioni di bonus condizionati a fine stagione.
Segna il suo primo gol con liguri il 19 febbraio 2023, nella gara pareggiata per 2-2 in casa del Modena. Con i grifoni segna 4 gol in Serie B e ottiene la promozione in Serie A. Il 10 novembre 2023 segna la sua prima rete in massima serie, decisiva per il successo casalingo sul Verona. Il 21 dicembre 2023 viene nominato Calciatore rumeno dell'anno.

#### Tottenham
L'11 gennaio 2024 viene acquistato a titolo definitivo dal Tottenham, club della Premier League, per 25 milioni di euro più cinque di bonus e il prestito di Djed Spence al Genoa come contropartita tecnica; sottoscrive un contratto valido fino al 30 giugno 2030 con il club inglese. Tre giorni dopo, debutta in campionato, subentrando ad Oliver Skipp all'85º minuto della sfida contro il Manchester Utd, conclusasi sul 2-2.

### Nazionale
Dopo aver compiuto tutta la trafila nelle nazionali giovani, il 15 marzo 2022 viene convocato per la prima volta nella nazionale rumena; debutta dieci giorni dopo, nell'amichevole persa per 0-1 contro la Grecia.
Nel giugno 2024 viene convocato dal CT Edward Iordănescu per il campionato d'Europa 2024 in Germania, in cui disputa tutte e quattro le sfide dei rumeni che sono stati eliminati agli ottavi dai Paesi Bassi.
Il 12 ottobre 2024 realizza il suo primo gol per la Romania nel successo in trasferta in Nations League contro Cipro (0-3).

## Statistiche

### Presenze e reti nei club
Statistiche aggiornate al 30 gennaio 2025.
| Stagione            | Squadra             | Campionato          | Campionato | Campionato | Coppe nazionali | Coppe nazionali | Coppe nazionali | Coppe continentali | Coppe continentali | Coppe continentali | Altre coppe | Altre coppe | Altre coppe | Totale | Totale |
| Stagione            | Squadra             | Comp                | Pres       | Reti       | Comp            | Pres            | Reti            | Comp               | Pres               | Reti               | Comp        | Pres        | Reti        | Pres   | Reti   |
| ------------------- | ------------------- | ------------------- | ---------- | ---------- | --------------- | --------------- | --------------- | ------------------ | ------------------ | ------------------ | ----------- | ----------- | ----------- | ------ | ------ |
| 2019-2020           | Juventus U23        | C                   | 2+1        | 0          | CI-C            | 2               | 0               | -                  | -                  | -                  | -           | -           | -           | 5      | 0      |
| 2020-2021           | Juventus U23        | C                   | 8+2        | 1          | -               | -               | -               | -                  | -                  | -                  | -           | -           | -           | 10     | 1      |
| Totale Juventus U23 | Totale Juventus U23 | Totale Juventus U23 | 10+3       | 1          |                 | 2               | 0               |                    | -                  | -                  |             | -           | -           | 15     | 1      |
| 2020-2021           | Juventus            | A                   | 1          | 0          | CI              | 2               | 0               | UCL                | 1                  | 0                  | SI          | 0           | 0           | 4      | 0      |
| 2021-gen. 2022      | Sampdoria           | A                   | 13         | 0          | CI              | 2               | 0               | -                  | -                  | -                  | -           | -           | -           | 15     | 0      |
| gen.-giu. 2022      | Salernitana         | A                   | 7          | 0          | CI              | 0               | 0               | -                  | -                  | -                  | -           | -           | -           | 7      | 0      |
| 2022-2023           | Genoa               | B                   | 38         | 4          | CI              | 2               | 0               | -                  | -                  | -                  | -           | -           | -           | 40     | 4      |
| 2023-gen. 2024      | Genoa               | A                   | 19         | 2          | CI              | 3               | 0               | -                  | -                  | -                  | -           | -           | -           | 22     | 2      |
| Totale Genoa        | Totale Genoa        | Totale Genoa        | 57         | 6          |                 | 5               | 0               |                    | -                  | -                  |             | -           | -           | 62     | 6      |
| gen.-giu. 2024      | Tottenham           | PL                  | 9          | 0          | FACup+CdL       | 0+0             | 0+0             | -                  | -                  | -                  | -           | -           | -           | 9      | 0      |
| 2024-2025           | Tottenham           | PL                  | 16         | 0          | FACup+CdL       | 1+4             | 0+0             | UEL                | 7                  | 0                  | -           | -           | -           | 28     | 0      |
| Totale Tottenham    | Totale Tottenham    | Totale Tottenham    | 25         | 0          |                 | 5               | 0               |                    | 7                  | 0                  |             | -           | -           | 37     | 0      |
| Totale carriera     | Totale carriera     | Totale carriera     | 116        | 7          |                 | 16              | 0               |                    | 8                  | 0                  |             | 0           | 0           | 140    | 7      |

### Cronologia presenze e reti in nazionale
| Cronologia completa delle presenze e delle reti in nazionale ― Romania | Cronologia completa delle presenze e delle reti in nazionale ― Romania | Cronologia completa delle presenze e delle reti in nazionale ― Romania | Cronologia completa delle presenze e delle reti in nazionale ― Romania | Cronologia completa delle presenze e delle reti in nazionale ― Romania | Cronologia completa delle presenze e delle reti in nazionale ― Romania | Cronologia completa delle presenze e delle reti in nazionale ― Romania | Cronologia completa delle presenze e delle reti in nazionale ― Romania |
| Data                                                                   | Città                                                                  | In casa                                                                | Risultato                                                              | Ospiti                                                                 | Competizione                                                           | Reti                                                                   | Note                                                                   |
| ---------------------------------------------------------------------- | ---------------------------------------------------------------------- | ---------------------------------------------------------------------- | ---------------------------------------------------------------------- | ---------------------------------------------------------------------- | ---------------------------------------------------------------------- | ---------------------------------------------------------------------- | ---------------------------------------------------------------------- |
| 25-3-2022                                                              | Bucarest                                                               | Romania                                                                | 0 – 1                                                                  | Grecia                                                                 | Amichevole                                                             | -                                                                      | 88’                                                                    |
| 17-11-2022                                                             | Cluj-Napoca                                                            | Romania                                                                | 1 – 2                                                                  | Slovenia                                                               | Amichevole                                                             | -                                                                      | 73’                                                                    |
| 20-11-2022                                                             | Chișinău                                                               | Moldavia                                                               | 0 – 5                                                                  | Romania                                                                | Amichevole                                                             | -                                                                      | 69’                                                                    |
| 25-3-2023                                                              | Andorra la Vella                                                       | Andorra                                                                | 0 – 2                                                                  | Romania                                                                | Qual. Euro 2024                                                        | -                                                                      | 89’                                                                    |
| 28-3-2023                                                              | Bucarest                                                               | Romania                                                                | 2 – 1                                                                  | Bielorussia                                                            | Qual. Euro 2024                                                        | -                                                                      |                                                                        |
| 16-6-2023                                                              | Pristina                                                               | Kosovo                                                                 | 0 – 0                                                                  | Romania                                                                | Qual. Euro 2024                                                        | -                                                                      |                                                                        |
| 19-6-2023                                                              | Lucerna                                                                | Svizzera                                                               | 2 – 2                                                                  | Romania                                                                | Qual. Euro 2024                                                        | -                                                                      |                                                                        |
| 9-9-2023                                                               | Bucarest                                                               | Romania                                                                | 1 – 1                                                                  | Israele                                                                | Qual. Euro 2024                                                        | -                                                                      | 61’                                                                    |
| 12-9-2023                                                              | Bucarest                                                               | Romania                                                                | 2 – 0                                                                  | Kosovo                                                                 | Qual. Euro 2024                                                        | -                                                                      |                                                                        |
| 12-10-2023                                                             | Budapest                                                               | Bielorussia                                                            | 0 – 0                                                                  | Romania                                                                | Qual. Euro 2024                                                        | -                                                                      |                                                                        |
| 15-10-2023                                                             | Bucarest                                                               | Romania                                                                | 4 – 0                                                                  | Andorra                                                                | Qual. Euro 2024                                                        | -                                                                      | 46’                                                                    |
| 18-11-2023                                                             | Felcsút                                                                | Israele                                                                | 1 – 2                                                                  | Romania                                                                | Qual. Euro 2024                                                        | -                                                                      |                                                                        |
| 21-11-2023                                                             | Bucarest                                                               | Romania                                                                | 1 – 0                                                                  | Svizzera                                                               | Qual. Euro 2024                                                        | -                                                                      |                                                                        |
| 22-3-2024                                                              | Bucarest                                                               | Romania                                                                | 1 – 1                                                                  | Irlanda del Nord                                                       | Amichevole                                                             | -                                                                      |                                                                        |
| 26-3-2024                                                              | Madrid                                                                 | Colombia                                                               | 3 – 2                                                                  | Romania                                                                | Amichevole                                                             | -                                                                      | 46’                                                                    |
| 4-6-2024                                                               | Bucarest                                                               | Romania                                                                | 0 – 0                                                                  | Bulgaria                                                               | Amichevole                                                             | -                                                                      |                                                                        |
| 7-6-2024                                                               | Bucarest                                                               | Romania                                                                | 0 – 0                                                                  | Liechtenstein                                                          | Amichevole                                                             | -                                                                      |                                                                        |
| 17-6-2024                                                              | Monaco di Baviera                                                      | Romania                                                                | 3 – 0                                                                  | Ucraina                                                                | Euro 2024 - 1º turno                                                   | -                                                                      |                                                                        |
| 22-6-2024                                                              | Colonia                                                                | Belgio                                                                 | 2 – 0                                                                  | Romania                                                                | Euro 2024 - 1º turno                                                   | -                                                                      |                                                                        |
| 26-6-2024                                                              | Francoforte sul Meno                                                   | Slovacchia                                                             | 1 – 1                                                                  | Romania                                                                | Euro 2024 - 1º turno                                                   | -                                                                      |                                                                        |
| 2-7-2024                                                               | Monaco di Baviera                                                      | Romania                                                                | 0 – 3                                                                  | Paesi Bassi                                                            | Euro 2024 - Ottavi di finale                                           | -                                                                      |                                                                        |
| 6-9-2024                                                               | Pristina                                                               | Kosovo                                                                 | 0 – 3                                                                  | Romania                                                                | UEFA Nations League 2024-2025 - 1º turno                               | -                                                                      |                                                                        |
| 9-9-2024                                                               | Bucarest                                                               | Romania                                                                | 3 – 1                                                                  | Lituania                                                               | UEFA Nations League 2024-2025 - 1º turno                               | -                                                                      |                                                                        |
| 12-10-2024                                                             | Larnaca                                                                | Cipro                                                                  | 0 – 3                                                                  | Romania                                                                | UEFA Nations League 2024-2025 - 1º turno                               | 1                                                                      | 82’                                                                    |
| 15-10-2024                                                             | Kaunas                                                                 | Lituania                                                               | 1 – 2                                                                  | Romania                                                                | UEFA Nations League 2024-2025 - 1º turno                               | -                                                                      |                                                                        |
| 15-11-2024                                                             | Bucarest                                                               | Romania                                                                | 3 – 0 tav                                                              | Kosovo                                                                 | UEFA Nations League 2024-2025 - 1º turno                               | -                                                                      | [ 34 ]                                                                 |
| 18-11-2024                                                             | Bucarest                                                               | Romania                                                                | 4 – 1                                                                  | Cipro                                                                  | UEFA Nations League 2024-2025 - 1º turno                               | -                                                                      | 67’                                                                    |
| Totale                                                                 |                                                                        | Presenze                                                               | 27                                                                     |                                                                        | Reti                                                                   | 1                                                                      |                                                                        |

## Palmarès

### Club

#### Competizioni nazionali
- Coppa Italia Serie C: 1

Juventus U23: 2019-2020
- Supercoppa italiana: 1

Juventus: 2020
- Coppa Italia: 1

Juventus: 2020-2021

#### Competizioni internazionali
- UEFA Europa League: 1

Tottenham: 2024-2025

### Individuale
- Calciatore romeno dell'anno: 1

2023